# Roemenië op de Olympische Zomerspelen 1936
Roemenië nam deel aan de Olympische Zomerspelen 1936 in Berlijn, Duitsland. Na de afwezigheid vier jaar eerder was het dit keer weer present. De ene zilveren medaille was het grootste olympische succes tot dan toe.

## Medailleoverzicht
| Sport        | Olympiër   | Onderdeel                  | Medaille |
| ------------ | ---------- | -------------------------- | -------- |
| Paardensport | Henri Rang | springconcours individueel | Zilver   |

## Deelnemers en resultaten

### Atletiek
| Olympiër            | Discipline            | Resultaat    | Prestatie             |
| ------------------- | --------------------- | ------------ | --------------------- |
| Eugen Kappler       | 400m (m)              | DNS          | serie 4: niet gestart |
| Francisc Nemeș      | 400m (m)              | 38e          | serie 5: 4de in 50,9  |
| Francisc Nemeș      | 800m (m)              | DNS          | serie 4: niet gestart |
| Ludovic Gal         | marathon (m)          | 23e          | 2:55.02               |
| Vasile Firea        | 50km snelwandelen (m) | 20e          | 5:09.39               |
| Bondoc Ionescu-Crum | verspringen (m)       | onbekend     |                       |
| Petre Havaleț       | discuswerpen (m)      | kwalificatie |                       |

### Boksen
| Olympiër           | Discipline  | Resultaat | Prestatie                             |
| ------------------ | ----------- | --------- | ------------------------------------- |
| Dumitru Panaitescu | -50,8kg (m) | 16e       | 1ste ronde: V van PHI Nunag: punten   |
| Marin Gașpar       | -53,5kg (m) | 17e       | 1ste ronde: V van GER Stasch: punten  |
| Nicolae Berechet   | -57,2kg (m) | 16e       | 1ste ronde: V van EST Seeberg: punten |
| Constantin David   | -61,2kg (m) | 17e       | 1ste ronde: V van ITA Facchin: punten |

### Handbal
| Olympiër | Discipline | Resultaat | Prestatie                                                                                           |
| --- | ---------- | --------- | --------------------------------------------------------------------------------------------------- |
| Ștefan Zoller Karl Haffer Fritz Haffer Bruno Holzträger Alfred Höchsmann Robert Speck Hans Georg Herzog Fritz Halmen Willi Kirschner Willi Heidel Günther Schorsten Peter Fecsi Hans Zikeli Willi Zacharias Hans Hermannstädter Ion M. Dobreanu Emil Drâgan I. Kasemieresch Alexandru Mincu Theodor Popovici | mannen     | 5e        | groep B: 3de V van Zwitserland: 3-18 V van Oostenrijk: 6-8 5-6de plek: W van Verenigde Staten: 10-3 |

| Groep B |             |             |             |             |             |            |            |            |        |
| #       | Land        | Wedstrijden | Wedstrijden | Wedstrijden | Wedstrijden | Doelpunten | Doelpunten | Doelpunten | Punten |
| #       | Land        | G           | W           | G           | V           | V          | T          | Saldo      | Punten |
| 1       | Oostenrijk  | 2           | 2           | 0           | 0           | 32         | 6          | +26        | 4      |
| 2       | Zwitserland | 2           | 1           | 0           | 1           | 11         | 20         | -9         | 2      |
| 3       | Roemenië    | 2           | 0           | 0           | 2           | 9          | 26         | -27        | 0      |

| Ronde       | Datum   | Plaats      | Land | Score            | Land |
| ----------- | ------- | ----------- | ---- | ---------------- | ---- |
| Groepsfase  |         |             |      |                  |      |
| 6 augustus  | Berlijn | Oostenrijk  | 18-3 | Roemenië         |      |
| 8 augustus  | Berlijn | Zwitserland | 8-6  | Roemenië         |      |
| 5-6de plek  |         |             |      |                  |      |
| 10 augustus | Berlijn | Roemenië    | 10-3 | Verenigde Staten |      |

### Paardensport
| Olympiër                                   | Discipline  | Resultaat | Prestatie                                                              |
| Eventing                                   | Eventing    | Eventing  | Eventing                                                               |
| ------------------------------------------ | ----------- | --------- | ---------------------------------------------------------------------- |
| Petre Chirculescu                          | individueel | DSQ       | dressuur: 3de met 104,50 strafpunten cross-country: gediskwalificeerd  |
| Constantin Zahei                           | individueel | DSQ       | dressuur: 18de met 132,40 strafpunten cross-country: gediskwalificeerd |
| Springconcours                             |             |           |                                                                        |
| Constantin Apostol                         | individueel | 29e       | 28,75 strafpunten                                                      |
| Henri Rang                                 | individueel | Zilver    | 4 strafpunten                                                          |
| Toma Tudoran                               | individueel | DNF       | niet gefinisht                                                         |
| Constantin Apostol Henri Rang Toma Tudoran | team        | DNF       | niet gefinisht                                                         |

### Schermen
| Olympiër                                                                               | Discipline     | Resultaat | Prestatie |
| -------------------------------------------------------------------------------------- | -------------- | --------- | --- |
| Denis Dolecsko                                                                         | degen (m)      | 52e       | 1ste ronde groep 4: 7de V van BEL Stasse: 0-3 V van POR d'Eça Leal: 2-3 V van GBR Campbell-Gray: 0-3 V van ITA Ragno: 1-3 V van HUN Bartha: 0-3 W van TCH Kunt: 3-0 W van AUT Fischer: 3-1 |
| Nicolae Marinescu                                                                      | degen (m)      | 36e       | 1ste ronde groep 1: 1ste W van POL Kantor: 3-2 V van SWE Drakenberg: 2-3 W van ARG Villamil: 3-2 V van HUN Bay: 1-3 V van NED van Hoorn: 1-3 W van GBR de Beaumont: 3-1 W van GER Schröder: 3-2 W van CAN Boissonnault: 3-0 W van EGY Abdin: 3-1 kwartfinale 4: 9de V van MEX Haro: 0-3 W van BRA Vallim: 3-2 W van BEL de Bergendael: 3-2 V van ITA Cornaggia-Medici: 0-3 W van HUN Bartha: 3-1 V van SWE Dyrssen: 1-3 V van ARG Saucedo: 2-3 W van POR Carinhas: 3-2 V van GER Lerdon: 0-3 |
| Ioan Miclescu-Prăjescu                                                                 | degen (m)      | 22e       | 1ste ronde groep 5: 5de V van ITA Riccardi: 2-3 V van GER Lerdon: 2-3 V van NED Weber: 0-3 W van DEN Leidersdorff: 3-0 W van CHI Romero: 3-2 W van YUG Mažuranić: 3-1 kwartfinale 2: 6de W van SWE Drakenberg: 3-2 G van NOR Guthe: 3-3 V van BEL Stasse: 2-3 V van ITA Ragno: 1-3 V van POL Kantor: 2-3 W van DEN Christiansen: 3-0 W van SUI Duret: 3-1 G van NED Weber: 3-3 V van GBR Campbell-Gray: 1-3                                                                                  |
| Gheorghe Antoniade                                                                     | floret (m)     | DNS       | niet gestart |
| Gheorghe Man                                                                           | floret (m)     | DNS       | niet gestart |
| Denis Dolecsko                                                                         | sabel (m)      | 33e       | 1ste ronde groep 2: 4de V van HUN Kabos: 0-5 V van TCH Benedik: 2-5 W van GER Heim: 5-3 W van CHI Díaz: 5-3 W van SWE Ljungquist: 5-4 W van TUR Teğin: 5-3 W van CAN Otis: 5-1 V van FRA Piot: 2-5 kwartfinale 3: 6de V van ITA Marzi: 2-5 V van GBR Trinder: 0-5 V van FRA Gardère: 2-5 V van GER Heim: 1-5 W van DEN Leidersdorff: 5-4 |
| Nicolae Marinescu                                                                      | sabel (m)      | 36e       | 1ste ronde groep 3: 3de V van FRA Gardère: 2-5 W van CAN Tully: 5-0 W van USA Armitage: 5-2 W van TUR Adaş: 5-4 W van BRA Dunham: 5-1 V van NED Montfoort: 2-5 kwartfinale 6: 6de V van NED Mosman: 2-5 V van GBR Brook: 3-5 V van POL Sobik: 1-5 V van FRA Faure: 1-5 |
| Kamilló Szathmáry                                                                      | sabel (m)      | 41e       | 1ste ronde groep 4: 5de V van HUN Rajcsányi: 2-5 V van GBR Harry: 4-5 V van AUT Sudrich: 2-5 W van SWE de Bèsche: 5-0 V van SUI Stocker: 3-5 W van YUG Krešo Tretinjak: 5-3 W van BRA de Oliveira: 5-1 W van GRE Manolesos: 5-3 |
| Nicolae Marinescu Gheorghe Man Kamilló Szathmáry Denis Dolecsko Ioan Miclescu-Prăjescu | sabel team (m) | 33e       | 1ste ronde groep 1: 3de V van Duitsland: 6-10 G van Uruguay: 8-8 |
|                                                                                        |                |           | |
| Gerda Gantz                                                                            | floret (v)     | 34e       | 1ste ronde groep 5: 6de V van FRA Turgis: 2-5 V van BEL Scrève: 2-5 V van DEN Olsen: 4-5 V van AUT Preis: 2-5 W van TUR Çambel: 5-4 |
| Thea Kellner                                                                           | floret (v)     | 39e       | 1ste ronde groep 4: 7de V van GER Hass: 1-5 V van DEN Barding: 1-5 V van HUN Vargha: 0-5 V van SUI Scheel: 1-5 V van TUR Aşeni: 0-5 V van CAN Thomas: 4-5 |

### Schietsport
| Olympiër                | Discipline             | Resultaat | Prestatie                       |
| ----------------------- | ---------------------- | --------- | ------------------------------- |
| Eduard Grand            | 50m geweer liggend (m) | 64e       | 279 punten                      |
| Mihai Ionescu-Călinești | 50m geweer liggend (m) | 15e       | 293 punten                      |
| Gheorghe Mirea          | 50m geweer liggend (m) | 40e       | 289 punten                      |
| Vasile Crișan           | 50m pistool (m)        | 42e       | 446 punten: (73-65-72-71-80-85) |

### Turnen
| Olympiër | Discipline               | Resultaat | Prestatie |
| --- | ------------------------ | --------- | --- |
| Andrei Abraham                                                                                                   | vloer (m)                | 102e      | 12,500 punten |
| Ion Albert | vloer (m)                | 108e      | 9,833 punten |
| Alexandru Dan | vloer (m)                | 104e      | 11,900 punten |
| Francisc Drăghici                                                                                                | vloer (m)                | 103e      | 12,400 punten |
| Remus Ludu | vloer (m)                | 106e      | 10,633 punten |
| Iosif Matusec | vloer (m)                | 107e      | 10,467 punten |
| Vasile Moldovan                                                                                                  | vloer (m)                | DNF       | niet gefinisht |
| Iohan Schmidt | vloer (m)                | 101e      | 12,634 punten |
| Andrei Abraham                                                                                                   | sprong (m)               | 109e      | 6,400 punten |
| Ion Albert | sprong (m)               | 107e      | 8,100 punten |
| Alexandru Dan | sprong (m)               | 106e      | 8,166 punten |
| Francisc Drăghici                                                                                                | sprong (m)               | 69e       | 15,466 punten |
| Remus Ludu | sprong (m)               | 104e      | 8,533 punten |
| Iosif Matusec | sprong (m)               | 103e      | 9,000 punten |
| Vasile Moldovan                                                                                                  | sprong (m)               | 100e      | 11,667 punten |
| Iohan Schmidt | sprong (m)               | 110e      | 5,633 punten |
| Andrei Abraham                                                                                                   | brug (m)                 | 94e       | 11,667 punten |
| Ion Albert | brug (m)                 | 105e      | 8,766 punten |
| Alexandru Dan | brug (m)                 | 100e      | 10,166 punten |
| Francisc Drăghici                                                                                                | brug (m)                 | 102e      | 9,800 punten |
| Remus Ludu | brug (m)                 | 107e      | 7,767 punten |
| Iosif Matusec | brug (m)                 | 101e      | 10,000 punten |
| Vasile Moldovan                                                                                                  | brug (m)                 | DNF       | niet gefinisht |
| Iohan Schmidt | brug (m)                 | 106e      | 8,200 punten |
| Andrei Abraham                                                                                                   | rekstok (m)              | 107e      | 7,400 punten |
| Ion Albert | rekstok (m)              | DNF       | niet gefinisht |
| Alexandru Dan | rekstok (m)              | 103e      | 7,933 punten |
| Francisc Drăghici                                                                                                | rekstok (m)              | 91e       | 12,533 punten |
| Remus Ludu | rekstok (m)              | 102e      | 8,533 punten |
| Iosif Matusec | rekstok (m)              | 100e      | 9,166 punten |
| Vasile Moldovan                                                                                                  | rekstok (m)              | DNF       | niet gefinisht |
| Iohan Schmidt | rekstok (m)              | 96e       | 10,500 punten |
| Andrei Abraham                                                                                                   | ringen (m)               | 103e      | 10,700 punten |
| Ion Albert | ringen (m)               | 107e      | 8,900 punten |
| Alexandru Dan | ringen (m)               | 106e      | 10,334 punten |
| Francisc Drăghici                                                                                                | ringen (m)               | 78e       | 14,567 punten |
| Remus Ludu | ringen (m)               | 101e      | 11,367 punten |
| Iosif Matusec | ringen (m)               | 98e       | 11,567 punten |
| Vasile Moldovan                                                                                                  | ringen (m)               | DNF       | niet gefinisht |
| Iohan Schmidt | ringen (m)               | 108e      | 6,734 punten |
| Andrei Abraham                                                                                                   | paard voltige (m)        | 98e       | 10,033 punten |
| Ion Albert | paard voltige (m)        | 99e       | 9,900 punten |
| Alexandru Dan | paard voltige (m)        | 103e      | 9,367 punten |
| Francisc Drăghici                                                                                                | paard voltige (m)        | 105e      | 8,733 punten |
| Remus Ludu | paard voltige (m)        | 93e       | 11,966 punten |
| Iosif Matusec | paard voltige (m)        | 101e      | 9,500 punten |
| Vasile Moldovan                                                                                                  | paard voltige (m)        | DNF       | niet gefinisht |
| Iohan Schmidt | paard voltige (m)        | 106e      | 8,500 punten |
| Andrei Abraham                                                                                                   | individuele meerkamp (m) | 104e      | 58,700 punten |
| Ion Albert | individuele meerkamp (m) | 108e      | 51,066 punten |
| Alexandru Dan | individuele meerkamp (m) | 105e      | 57,866 punten |
| Francisc Drăghici                                                                                                | individuele meerkamp (m) | 97e       | 73,499 punten |
| Remus Ludu | individuele meerkamp (m) | 103e      | 58,799 punten |
| Iosif Matusec | individuele meerkamp (m) | 102e      | 59,700 punten |
| Vasile Moldovan                                                                                                  | individuele meerkamp (m) | 109e      | 31,034 punten |
| Iohan Schmidt | individuele meerkamp (m) | 107e      | 52,201 punten |
| Francisc Drăghici Iosif Matusec Remus Ludu Andrei Abraham Alexandru Dan Iohan Schmidt Ion Albert Vasile Moldovan | meerkamp team (m)        | 14e       | vloer: 14de met 70,534 punten sprong: 14de met 53,198 punten brug: 14de met 57,600 punten rekstok: 14de met 56,065 punten ringen: 14de met 65,269 punten paard voltige: 13de met 58,099 punten totaal: 360,765 punten |

### Worstelen
| Olympiër          | Discipline     | Resultaat      | Prestatie |
| Grieks-Romeins    | Grieks-Romeins | Grieks-Romeins | Grieks-Romeins |
| ----------------- | -------------- | -------------- | --- |
| Iosif Töjär       | -56kg (m)      | 5e             | 1ste ronde: W van FRA Bayle: val 2de ronde: W van YUG Toth: 3-0 3de ronde: W van ITA Bertoli: val 4de ronde: V van GER Brendel: val 5de ronde: V van FIN Perttunen: 1-3 |
| Ion Horvath       | -61kg (m)      | 9e             | 1ste ronde: V van GER Hering: val 2de ronde: W van TCH Janda: 3-0 3de ronde: W van FRA Kracher: val 4de ronde: V van FIN Reini: val                                     |
| Filip Borlovan    | -66kg (m)      | 8e             | 1ste ronde: W van HUN Kálmán: 2-1 2de ronde: W van TUR Arıkan: 2-1 3de ronde: V van FIN Koskela: val                                                                    |
| Francisc Cocoș    | -79kg (m)      | 5e             | 1ste ronde: W van SUI Gogel: val 2de ronde: V van GER Schweickert: val 3de ronde: W van AUT Pointner: val 4de ronde: V van FIN Kokkinen: val                            |
| Zoltan Kondorossy | +87kg (m)      | 9e             | 1ste ronde: V van SWE Nyman: val 2de ronde: V van EST Palisalu: val |

Afghanistan · Argentinië · Australië · België · Bermuda · Bolivia · Brazilië · Brits-Indië · Bulgarije · Canada · Chili · Colombia · Costa Rica · Denemarken · Duitsland · Egypte · Estland · Filipijnen · Finland · Frankrijk · Griekenland · Groot-Brittannië · Hongarije · IJsland · Italië · Japan · Joegoslavië · Letland · Liechtenstein · Luxemburg · Malta · Mexico · Monaco · Nederland · Nieuw-Zeeland · Noorwegen · Oostenrijk · Peru · Polen · Portugal · Republiek China · Roemenië · Tsjecho-Slowakije · Turkije · Uruguay · Verenigde Staten · Zuid-Afrika · Zweden · Zwitserland